# Challenge Mallorca 2014
De Challenge Mallorca 2014 stond voor dit jaar als een serie van vier eendaagse wielerwedstrijden op de wielerkalender van 5 tot en met 8 februari. Deze vier afzonderlijke wedstrijden van de 22e editie van de Challenge Mallorca, die wordt verreden op Mallorca, maakten deel uit van de UCI Europe Tour 2014.

## Trofeo's
| Naam                       | Datum       | Afstand  | Winnaar            | Ploeg                   |
| -------------------------- | ----------- | -------- | ------------------ | ----------------------- |
| Trofeo Palma               | 9 februari  | 116,0 km | Sacha Modolo       | Lampre-Merida           |
| Trofeo Ses Salines         | 10 februari | 183,0 km | Sacha Modolo       | Lampre-Merida           |
| Trofeo Serra de Tramuntana | 11 februari | 153,0 km | Michał Kwiatkowski | Omega Pharma-Quick-Step |
| Trofeo Platja de Muro      | 12 februari | 162, km  | Gianni Meersman    | Omega Pharma-Quick-Step |

## Uitslagen

### Trofeo Palma
| Plaats  | Naam              | Ploeg                   | Tijd     |
| ------- | ----------------- | ----------------------- | -------- |
| Winnaar | Sacha Modolo      | Lampre-Merida           | 2u29'12" |
| 2       | Jens Debusschere  | Lotto-Belisol           | z.t.     |
| 3       | Dylan Groenewegen | Cyclingteam De Rijke    | z.t.     |
| 4       | Gianni Meersman   | Omega Pharma-Quick-Step | z.t.     |
| 5       | Adrien Petit      | Cofidis                 | z.t.     |
| 6       | Jon Aberasturi    | Euskadi                 | z.t.     |
| 7       | Michael Matthews  | Orica-GreenEdge         | z.t.     |
| 8       | Andrea Peron      | Team Novo Nordisk       | z.t.     |
| 9       | Davide Viganò     | Caja Rural              | z.t.     |
| 10      | Yoeri Havik       | Cyclingteam De Rijke    | z.t.     |

### Trofeo Ses Salines
| Plaats  | Naam               | Ploeg                   | tijd     |
| ------- | ------------------ | ----------------------- | -------- |
| Winnaar | Sacha Modolo       | Lampre-Merida           | 4u07'53" |
| 2       | Ben Swift          | Sky ProCycling          | z.t.     |
| 3       | Gianni Meersman    | Omega Pharma-Quick-Step | z.t.     |
| 4       | Matteo Trentin     | Omega Pharma-Quick-Step | z.t.     |
| 5       | Vicente Reynés     | IAM Cycling             | z.t.     |
| 6       | Michael Matthews   | Orica-GreenEdge         | z.t.     |
| 7       | Michał Kwiatkowski | Omega Pharma-Quick-Step | z.t.     |
| 8       | Francisco Ventoso  | Movistar                | z.t.     |
| 9       | Tony Hurel         | Europcar                | z.t.     |
| 10      | Kristian Sbaragli  | MTN-Qhubeka             | z.t.     |
|         |                    |                         |          |
| 18      | Dylan Groenewegen  | Cyclingteam De Rijke    | z.t.     |

### Trofeo Serra de Tramuntana
| Plaats  | Naam                 | Ploeg                   | tijd     |
| ------- | -------------------- | ----------------------- | -------- |
| Winnaar | Michał Kwiatkowski   | Omega Pharma-Quick-Step | 3u59'51" |
| 2       | Edvald Boasson Hagen | Sky ProCycling          | + 0'27"  |
| 3       | Francesco Gavazzi    | Astana                  | z.t.     |
| 4       | Gianluca Brambilla   | Omega Pharma-Quick-Step | z.t.     |
| 5       | Petr Vakoč           | Omega Pharma-Quick-Step | z.t.     |
| 6       | Pieter Serry         | Omega Pharma-Quick-Step | z.t.     |
| 7       | Jesus del Pino       | Burgos-BH               | z.t.     |
| 8       | Luis León Sánchez    | Caja Rural              | z.t.     |
| 9       | Tanel Kangert        | Astana                  | z.t.     |
| 10      | Sergio Henao         | Sky ProCycling          | z.t.     |
|         |                      |                         |          |
| 76      | Pieter Weening       | Orica-GreenEdge         | + 10'27" |

### Trofeo Platja de Muro
| Plaats  | Naam                 | Ploeg                   | tijd     |
| ------- | -------------------- | ----------------------- | -------- |
| Winnaar | Gianni Meersman      | Omega Pharma-Quick-Step | 3u50'07" |
| 2       | Francisco Ventoso    | Movistar                | z.t.     |
| 3       | Ben Swift            | Sky ProCycling          | z.t.     |
| 4       | Sacha Modolo         | Lampre-Merida           | z.t.     |
| 5       | Francesco Gavazzi    | Astana                  | z.t.     |
| 6       | Edvald Boasson Hagen | Sky ProCycling          | z.t.     |
| 7       | Michael Albasini     | Orica-GreenEdge         | z.t.     |
| 8       | Sergej Tsjernetski   | Katjoesja               | z.t.     |
| 9       | Alexandre Pichot     | Europcar                | z.t.     |
| 10      | Fabian Wegmann       | Garmin-Sharp            | z.t.     |
|         |                      |                         |          |
| 33      | Tom-Jelte Slagter    | Garmin-Sharp            | + 1'47"  |

1992 · 1993 · 1994 · 1995 · 1996 · 1997 · 1998 · 1999 · 2000 · 2001 · 2002 · 2003 · 2004 · 2005 · 2006 · 2007 · 2008 · 2009 · 2010 · 2011 · 2012 · 2013 · 2014 · 2015 · 2016 · 2017 · 2018 · 2019 · 2020 · 2021 · 2022 · 2023 · 2024 · 2025
Etappewedstrijden

 Ster van Bessèges ·
 Ronde van de Middellandse Zee ·
 Ruta del Sol ·
 Ronde van de Algarve ·
 Ronde van de Haut-Var ·
 Driedaagse van West-Vlaanderen ·
 Internationale Wielerweek ·
 Internationaal Wegcriterium ·
 Driedaagse van De Panne-Koksijde ·
 Ronde van de Sarthe ·
 Ronde van Trentino ·
 Ronde van Turkije ·
 Vierdaagse van Duinkerke ·
 Ronde van Azerbeidzjan ·
 Szlakiem Grodów Piastowskich ·
 Ronde van Castilië en León ·
 Ronde van Picardië ·
 Ronde van Noorwegen ·
 World Ports Classic ·
 Ronde van Beieren ·
 Ronde van België ·
 Tour des Fjords ·
 Ronde van Estland ·
 Ronde van Luxemburg ·
 Boucles de la Mayenne ·
 Ster ZLM Toer ·
 Ronde van Slovenië ·
 Route du Sud ·
 Ronde van Oostenrijk ·
 Sibiu Cycling Tour ·
 Ronde van Wallonië ·
 Ronde van Portugal ·
 Ronde van Denemarken ·
 Ronde van de Ain ·
 Ronde van Burgos ·
 Arctic Race of Norway ·
 Ronde van de Limousin ·
 Ronde van Poitou-Charentes ·
 Ronde van Groot-Brittannië ·
 Ronde van Gévaudan Languedoc-Roussillon ·
 Eurométropole Tour
Eendaagse wedstrijden

 GP La Marseillaise ·
 Grote Prijs van de Etruskische Kust ·
 Trofeo Palma ·
 Trofeo Ses Salines ·
 Trofeo Serra de Tramuntana ·
 Trofeo Platja de Muro ·
 Trofeo Laigueglia ·
 Ronde van Murcia ·
 Omloop Het Nieuwsblad ·
 Classic Sud Ardèche ·
 GP Lugano ·
 Clásica de Almería ·
 Kuurne-Brussel-Kuurne ·
 La Drôme Classic ·
 Le Samyn ·
 GP Città di Camaiore ·
 Strade Bianche ·
 Roma Maxima ·
 Ronde van Drenthe ·
 Dwars door Drenthe ·
 Nokere Koerse ·
 GP Nobili Rubinetterie ·
 Handzame Classic ·
 Classic Loire-Atlantique ·
 Grote Prijs van Cholet-Pays de Loire ·
 Dwars door Vlaanderen ·
 Route Adélie de Vitré ·
 Volta Limburg Classic ·
 Grote Prijs Miguel Indurain ·
 Ronde van La Rioja ·
 Scheldeprijs ·
 GP Cerami ·
 Klasika Primavera ·
 Parijs-Camembert ·
 Brabantse Pijl ·
 GP Denain ·
 Ronde van de Finistère ·
 Tro Bro Léon ·
 Ronde van Keulen ·
 La Roue Tourangelle ·
 Rund um den Finanzplatz Eschborn-Frankfurt ·
 Ronde van de Somme ·
 ProRace Berlin ·
 Grote Prijs van Plumelec ·
 Boucles de l'Aulne ·
 Ronde van Zeeland Seaports ·
 GP Kanton Aargau ·
 Ronde van Limburg ·
 Ronde van de Apennijnen ·
 Halle-Ingooigem ·
 Prueba Villafranca de Ordizia ·
 GP Industria & Artigianato-Larciano ·
 Ronde van Toscane ·
 Circuito de Getxo ·
 Polynormande ·
 RideLondon Classic ·
 GP Stad Zottegem ·
 Arnhem-Veenendaal Classic ·
 Châteauroux Classic de l'Indre ·
 Druivenkoers Overijse ·
 Brussels Cycling Classic ·
 GP Fourmies ·
 Ronde van de Doubs ·
 GP Jef Scherens ·
 Coppa Bernocchi ·
 GP van Wallonië ·
 Coppa Agostoni ·
 Ronde van de Drie Valleien ·
 Kampioenschap van Vlaanderen ·
 Grote Prijs Impanis-Van Petegem ·
 Memorial Marco Pantani ·
 GP Industria & Commercio di Prato ·
 GP van Isbergues ·
 Omloop van het Houtland ·
 Duo Normand ·
 Milaan-Turijn ·
 Ronde van het Münsterland ·
 Ronde van de Vendée ·
 Memorial Frank Vandenbroucke ·
 Coppa Sabatini ·
 Parijs-Bourges ·
 Ronde van Emilia ·
 Parijs-Tours ·
 GP Beghelli ·
 Nationale Sluitingsprijs ·
 Chrono des Nations